# Nghĩa vụ quân sự tại Nga
Chế độ quân dịch bắt buộc tại Nga (tiếng Nga: всеобщая воинская обязанность, đã Latinh hoá: vseobshchaya voinskaya obyazannost, dịch là "nghĩa vụ quân sự toàn dân", "nghĩa vụ quân sự phổ cập" hoặc "bổn phận chấp hành nghĩa vụ quân sự") là một khoảng thời gian thực hiện nghĩa vụ quân sự 12 tháng, có tính chất bắt buộc đối với tất cả các nam công dân trong độ tuổi từ 18 đến 30, với một số trường hợp ngoại lệ. Trốn tránh nghĩa vụ bị xem là trọng tội chiếu theo bộ luật hình sự và bị phạt tù cao nhất tới 18 tháng. Lính nghĩa vụ nói chung là bị cấm chỉ việc đào ngũ.